# Karl Oberhauser
Karl Oberhauser (* 9. Dezember 1932 in Issing; † 9. August 2015 in Sterzing) war ein Südtiroler Politiker.

## Biographie
Oberhauser war beruflich zunächst als Grundschullehrer tätig. 1963 wurde er als Kandidat der Südtiroler Volkspartei (SVP) zum Bürgermeister der Stadt Sterzing gewählt. In seine zehnjährige Amtszeit fiel der Neubau des örtlichen Krankenhauses. Von 1973 bis 1993 hatte Oberhauser als Vertreter der SVP ein Mandat im Südtiroler Landtag und damit gleichzeitig im Regionalrat Trentino-Südtirol inne. Zwischen 1974 und 1984 war er als Ersatzlandesrat in den Kabinetten Magnago IV und Magnago V Mitglied der Südtiroler Landesregierung. Von 1973 bis 1976 fungierte er als Vizepräsident des Regionalrats, von 1984 bis 1989 war er als Assessor und Vizepräsident in der Regionalregierung tätig. 
Neben seinem politischen Engagement machte sich Oberhauser um die Einrichtung des Südtiroler Bergbaumuseums verdient, dem er lange Jahre als Präsident vorstand. 2006 erhielt er für seine Verdienste das Ehrenzeichen des Landes Tirol.